# Vittore Gottardi
Vittore Gottardi, detto Vito (Caslano, 24 settembre 1941 – Gentilino, 18 dicembre 2015), è stato un calciatore svizzero, di ruolo centrocampista.
Il 24 settembre 2021 è stato pubblicato il libro Mi chiamano Vito (Edizioni Fontana), scritto dai figli Nicola e Daniele Gottardi.

## Carriera

### Club
Ha giocato nella prima divisione svizzera.

### Nazionale
In carriera ha giocato complessivamente 4 partite con la nazionale svizzera, con la quale ha anche partecipato ai Mondiali del 1966.

## Palmarès

### Club

#### Competizioni nazionali
- Coppa Svizzera: 2

Losanna: 1963-1964
Lugano: 1967-1968
- Lega Nazionale B: 1

Lugano: 1960-1961